# Saint-Martin-sur-Ocre (Yonne)
Pour les articles homonymes, voir Saint-Martin et Saint-Martin-sur-Ocre.
Saint-Martin-sur-Ocre est une ancienne commune française, située dans le département de l'Yonne en région Bourgogne-Franche-Comté, devenue, le 1er janvier 2016, une commune déléguée de la commune nouvelle du Val-d'Ocre.

## Géographie
C'est la plus petite commune du canton, et la plus petite mairie de l'Yonne.

## Histoire
Saint-Martin sur Ocre est une localité très ancienne dont le Chapitre d'Auxerre était seigneur dès le IXe siècle. À cette époque elle est citée comme « Domnum Martinum ».
L'église romane du XIe siècle fut ruinée et incendiée, ainsi que tout le village, par les huguenots (seconde moitié du XVIe siècle). À la suite du sac de cette localité en 1575 et du passage des partisans en 1591, le culte envers la Vierge de Douleur se développa. Il devait être antérieur, mais là comme ailleurs, les conjonctures du temps le renforcèrent et lui donnèrent une grande envergure.
 
L'église paroissiale fut relevée de ses ruines et reconstruite dans le style de la Renaissance. De cette époque date la statue de Notre-Dame de Pitié qu'on y vénère toujours. C'est un groupe de pierre de 4 personnages, de très belle facture, polychrome, qui provient d'un travail en relief de l'autel primitif de Notre-Dame. Dès lors, dans l'église refaite, on peignit des fresques héraldiques en souvenir de la passion du Christ et de la compassion de sa mère. Il reste une fresque à l'ocre, dont une partie remonte aux années 1615 et une autre aux années 1655.

Le culte de Notre dame s'y maintint pour l'ensemble de la vallée du haut Tholon.
L'acte de vente de 1791 des biens provenant de la chapelle de Notre-Dame sur Ocre au titre de bien national, marque clairement que l'église était connue tout autant par son pèlerinage que par son titre paroissial. Le culte envers Notre-Dame de Pitié consiste en un double pèlerinage : le vendredi de la semaine de la Passion et la fête du 15 septembre. Interrompu, le pèlerinage a repris en 1955.

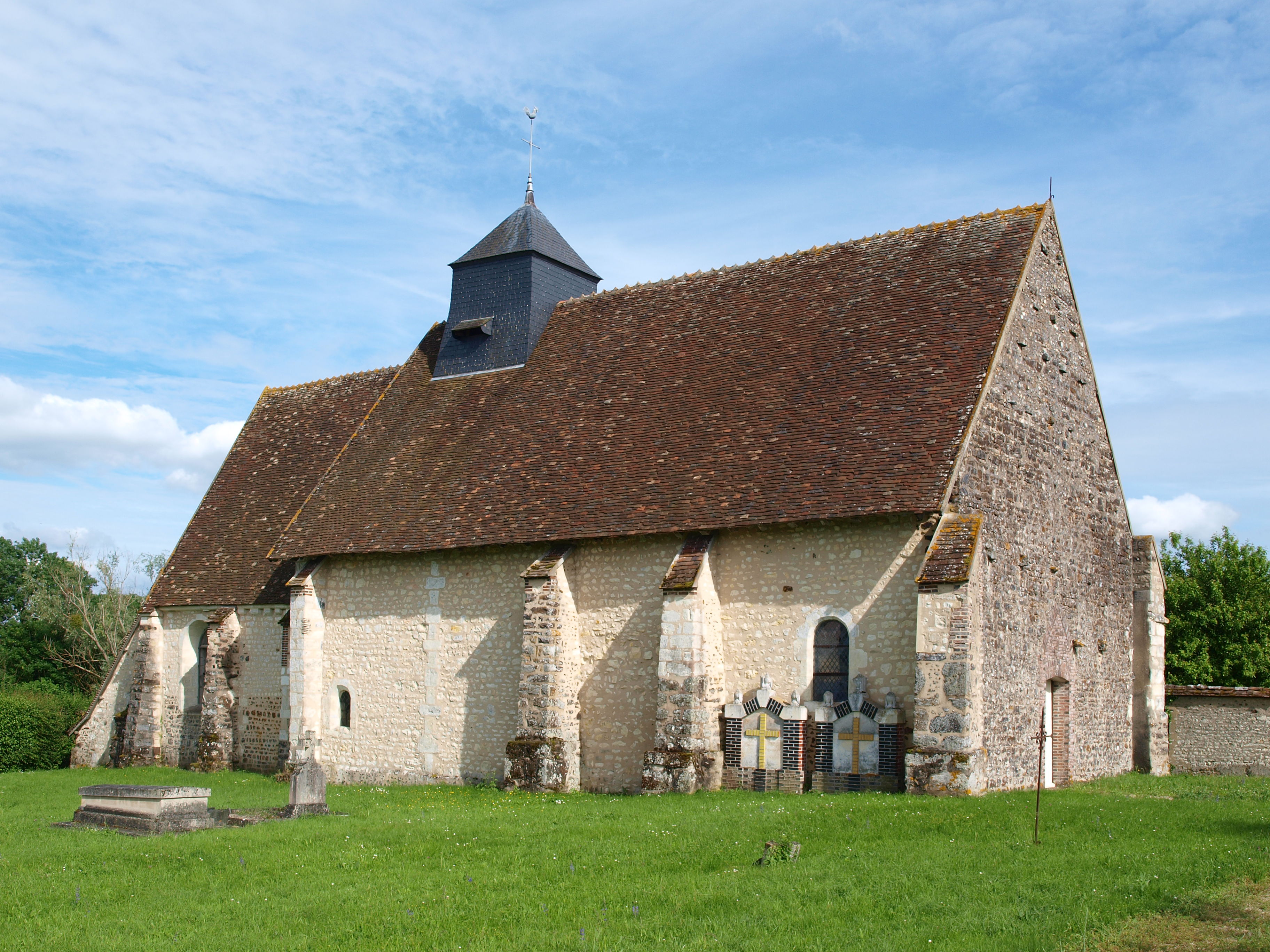
L'église
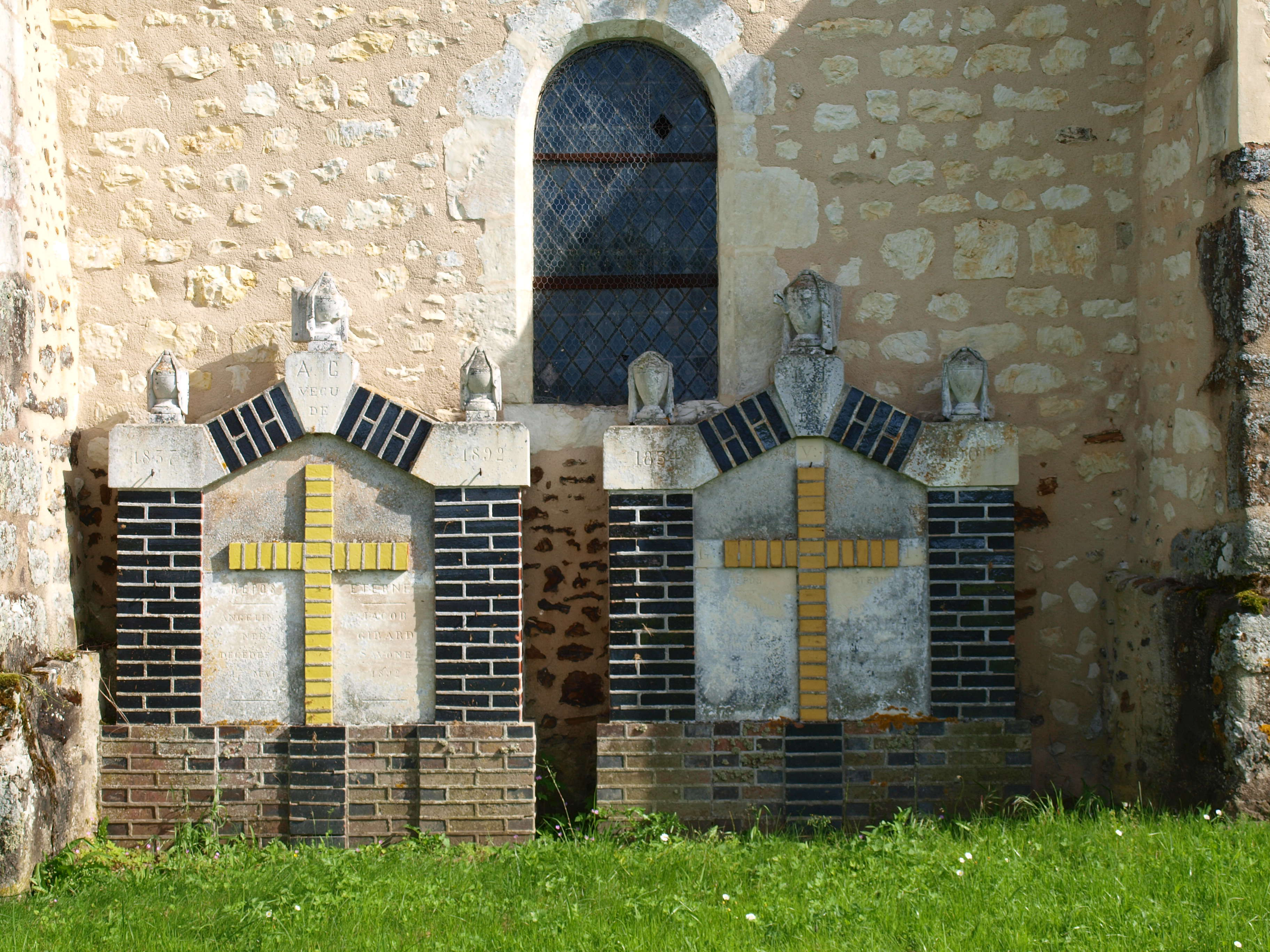
Têtes de tombes le long de l'église

## Politique et administration
| Période   | Période | Identité           | Étiquette | Qualité |
| --------- | ------- | ------------------ | --------- | ------- |
|           |         | René Laveau        |           |         |
|           | 2008    | Guy Duthil         |           |         |
| mars 2008 |         | Micheline Veillard |           |         |

## Démographie
L'évolution du nombre d'habitants est connue à travers les recensements de la population effectués dans la commune depuis 1793. À partir du 1er janvier 2009, les populations légales des communes sont publiées annuellement dans le cadre d'un recensement qui repose désormais sur une collecte d'information annuelle, concernant successivement tous les territoires communaux au cours d'une période de cinq ans. 
Pour les communes de moins de 10 000 habitants, une enquête de recensement portant sur toute la population est réalisée tous les cinq ans, les populations légales des années intermédiaires étant quant à elles estimées par interpolation ou extrapolation. Pour la commune, le premier recensement exhaustif entrant dans le cadre du nouveau dispositif a été réalisé en 2006,.
En 2013, la commune comptait 64 habitants, en évolution de +28 % par rapport à 2008 (Yonne : −0,46 %, France hors Mayotte : +2,49 %).
| 1793 | 1800 | 1806 | 1821 | 1831 | 1836 | 1841 | 1846 | 1851 |
| ---- | ---- | ---- | ---- | ---- | ---- | ---- | ---- | ---- |
| 112  | 111  | 186  | 102  | 123  | 120  | 113  | 114  | 120  |

| 1856 | 1861 | 1866 | 1872 | 1876 | 1881 | 1886 | 1891 | 1896 |
| ---- | ---- | ---- | ---- | ---- | ---- | ---- | ---- | ---- |
| 124  | 123  | 110  | 112  | 113  | 114  | 102  | 108  | 81   |

| 1901 | 1906 | 1911 | 1921 | 1926 | 1931 | 1936 | 1946 | 1954 |
| ---- | ---- | ---- | ---- | ---- | ---- | ---- | ---- | ---- |
| 62   | 62   | 52   | 57   | 59   | 61   | 58   | 48   | 37   |

| 1962 | 1968 | 1975 | 1982 | 1990 | 1999 | 2006 | 2011 | 2013 |
| ---- | ---- | ---- | ---- | ---- | ---- | ---- | ---- | ---- |
| 33   | 38   | 35   | 33   | 34   | 44   | 49   | 62   | 64   |

## Lieux et monuments
- Église Saint Martin.

## Environnement
La commune inclut une ZNIEFF :
- ZNIEFF des étangs, prairies et forêts du Gâtinais sud oriental[9],[10]. L'habitat particulièrement visé par cette ZNIEFF est fait d'eaux douces stagnantes ; les autres habitats inclus dans la zone sont des eaux courantes, des prairies humides et mégaphorbiaies, et des bois.

Par ailleurs, il existe un arrêté de protection de biotope, d’habitat naturel ou de site d’intérêt géologique pour le ruisseau d'Ocre, regroupant 53 ha sur les communes de Saint-Aubin-Château-Neuf, Saint-Martin-sur-Ocre et Saint-Maurice-le-Vieil.

## Personnalités liées à la commune
- M. Jacob, ingénieur civil, décédé à Savone (Italie). Chevalier de la Couronne d'Italie.

## Pour approfondir